# Behaghelsche Gesetze
Die Behaghelschen Gesetze beschreiben Grundprinzipien der Stellung von Wörtern und Satzgliedern im Satz, welche vom Deutschen ausgehend sprachübergreifend anwendbar sind. Sie wurden von dem deutschen Linguisten Otto Behaghel im 1932 erschienenen letzten Band seines vierbändigen Werks Deutsche Syntax: Eine geschichtliche Darstellung formuliert.

## Die Behaghelschen Gesetze
Es handelt sich dabei um folgende Grundsätze, die auch als häufig beobachtete Regularitäten bezeichnet werden können:
1. Geistig eng Zusammengehöriges wird auch eng zusammengestellt. (Erstes Behaghelsches Gesetz)
2. Das Unwichtigere (dem Hörer schon Bekannte) steht vor dem Wichtigen. (Zweites Behaghelsches Gesetz)
3. Das unterscheidende Satzglied geht dem unterschiedenen voraus.
4. Von zwei Satzgliedern geht, wenn möglich, das kürzere dem längeren voraus. (Gesetz der wachsenden Glieder)
5. Das Tongewicht kann die Wortstellung in verschiedener Weise beeinflussen. Das Deutsche hat das Streben, stärker und schwächer betonte Glieder abwechseln zu lassen.[2]

Das erste und zweite Gesetz werden hierbei im Zusammenhang mit der Informationsstruktur gesehen, da sich aus den Behaghelschen Gesetzen die späteren Theorien zum sprachlichen Fokus (Thema-Rhema-Gliederung bzw. topic vs. comment) entwickelten. Im Allgemeinen wurden die von Behaghel nachgewiesenen Gesetzmäßigkeiten verstanden als Präsentionsweisen von Information, die den kommunikativen Bedürfnissen des Gesprächspartners angepasst sind. Sie dienten zusammen mit einigen anderen seiner Themen als Anregungen für Forschungen in der Quantitativen Linguistik. Das von John Hawkins formulierte Prinzip der Early Immediate Constituents kann als Verallgemeinerung der ersten beiden Behaghelschen Gesetze aufgefasst werden. Bemerkenswert ist auch, dass die fünf Gesetze trotz der diachronen Perspektive des Gesamtwerke als synchron gültige Regularitäten formuliert werden.

Das fünfte Gesetz, das des Tongewichts, wurde bereits 1907 von John Ries in vergleichbarer Weise festgehalten:
„[…] rhythmischer Wohllaut eines Satzes kann weder durch unvermittelte Nebeneinanderstellung mehrerer starkbetonter Worte erzeugt werden, noch verträgt er sich mit der Zusammenhäufung vieler unbetonter, er beruht vielmehr in erster Linie auf der Abwechslung.“
Mit sprachlichen Mitteln wird ermöglicht, dass die dem Sprecher wichtigen Aussagen, indem sie am Ende des Satzes stehen, dem Hörer besser im Gedächtnis bleiben (siehe zweites Gesetz).
Behaghel wies des Öfteren darauf hin, dass diese Gesetze miteinander wechselwirken; dabei können sie sich ergänzen oder einander entgegenwirken. Dem ersten und zweiten Behaghelsche Gesetz folgen beispielsweise Pronomina in der sogenannten Wackernagelposition. Aus Behaghels Gesetzen lassen sich im Allgemeinen die häufigsten Satzbaupläne im Deutschen ableiten.
„In diesen mehr oder weniger fest überlieferten Regeln hat eine ganz ruhig, gleichmäßig dahinfließende Rede ihre stets wiederkehrende Gestalt gefunden.“ 

## Beispiele für Konflikte zwischen den Behaghelschen Gesetzen

### Konflikt zwischen dem ersten und vierten Gesetz
- „[...] weil sie schöpferische Kraft ist eines primitiven Menschentums“

Hier steht das Kopulaverb „ist“ zwischen Kopfnomen und Genitivattribut.